# Thank U, Next
Thank U, Next (az eredeti cím stilizált, végig kis betűkkel írt) Ariana Grande, amerikai énekesnő ötödik stúdióalbuma. Az album vezető dala 2018. november 3-án jelent meg, és a Billboard Hot 100- as debütálásakor Grande első toplista vezető kislemeze lett.

## Háttér
2018 szeptemberében Grande ex-barátja, Mac Miller meghalt kábítószer-túladagolás miatt. A következő hónapban Grande bejelentette, hogy szünetet tart zenei karrierjében. Ugyanebben a hónapban azonban Grande elárulta, hogy új zeneszámon dolgozott a stúdióban, illetve bejelentette új világkörüli turnéját, a Sweetener World Tour-t (2019). Azt állította, hogy a turné mind a negyedik stúdióalbuma, a Sweetener (2018), mind a következő ötödik stúdióalbuma körül zajló folyamatokat segíten. Grande előzetes bejelentés nélkül 2018. november 3-án kiadta az album vezető zeneszámát.

## Kislemezek
Grande 2018. november 3-án kiadta a " Thank U, Next "-et, az album vezető kislemezét. A dalt "Breathin" című számával együtt adta elő a "The Ellen DeGeneres Show" keretein belül november 7-én.
A második kislemez, a  7 Rings , 2019. január 18-án jelent meg. 
A harmadik és egyben utolsó kislemez a  Break Up With Your Girlfriend, I'm Bored  az albummal egy napon jelent meg február 8.-án.

### Promóciós kislemezek
Az  Imagine című promóciós kislemez 2018. december 14-én jelent meg.  Grande a The Tonight Show Starrin Jimmy Fallon című műsorban adta elő 2018. december 18-án.

## Számlista
1. "Imagine"
2. "Needy"[8]
3. "NASA"[9]
4. "Bloodline"
5. "Fake Smile"
6. "Bad Idea"
7. "Make Up"
8. "Ghostin"
9. "In My Head"
10. "7 Rings"
11. "Thank U, Next"
12. "Break Up with Your Girlfriend, I'm Bored"